# Wim Prinsen
Wim (Wimke) Prinsen (Haastrecht, 8 maart 1945 - Oosterhout (Noord-Brabant), 17 december 1977), bijgenaamd "De kleine adelaar van Hank", was een Nederlandse wielrenner die beroeps was van 1971 tot zijn overlijden in 1977. Wim Prinsen was een broer van Henk Prinsen, ook wielrenner.

## Wielerloopbaan
Wim Prinsen werd geboren in Haastrecht, omdat de woonplaats van zijn ouders, Hank, wegens oorlogsomstandigheden ontruimd was. Prinsen was een goede klimmer, die als amateur in 1969 een etappe in de Ronde van Oostenrijk won en als eerste bovenkwam op de Großglockner. In 1971 werd hij tweede op het Nederlands kampioenschap wielrennen achter Joop Zoetemelk. In totaal reed hij viermaal de Ronde van Frankrijk. Op 32-jarige leeftijd overleed hij aan een hartstilstand na het spelen van een voetbalwedstrijd.

## Belangrijkste overwinningen
1969
- 1e etappe Ronde van Oostenrijk

## Resultaten in voornaamste wedstrijden
| Jaar | Ronde van Italië | Ronde van Frankrijk | Ronde van Spanje |
| ---- | ---------------- | ------------------- | ---------------- |
| 1971 |                  | 59e                 | 40e              |
| 1972 |                  | 61e                 | 38e              |
| 1973 |                  | buiten tijd         |                  |
| 1974 |                  | 78e                 |                  |
| 1976 |                  |                     |                  |

| Jaar | Gent-Wevelgem | Ronde van Vlaanderen | Amstel Gold Race | Luik-Bast.‑Luik |  | WK op de weg |
| ---- | ------------- | -------------------- | ---------------- | --------------- |  | ------------ |
| 1971 | 76e           | 81e                  | 31e              |                 |  |              |
| 1972 | 30e           |                      | 21e              | 27e             |  | 21e          |
| 1973 |               |                      |                  |                 |  |              |
| 1974 | 56e           |                      |                  |                 |  |              |
| 1976 | 56e           |                      | 33e              |                 |  |              |

Wielerploegen van Wim Prinsen
Alaimo ·
Allan ·
Becker · 
Beurskens ·
Blok · 
De Bisschop ·
Duijndam ·
F. den Hertog ·
N. den Hertog ·
Hulzebosch ·
Kamper ·
van Katwijk ·
van der Meijden ·
Ottenbros ·
Poppe ·
Priem ·
H. Prinsen ·
W. Prinsen ·
Schoeters ·
Segers ·
Smit ·
van Tol ·
de Vlam ·
Westrus